# Nimodipină
Nimodipina este un medicament din clasa blocantelor canalelor de calciu, fiind utilizat în prevenirea vasospasmului. Căile de administrare disponibile sunt intravenoasă și orală.
Molecula a fost patentată în 1971 și a fost aprobată pentru uz medical în Statele Unite ale Americii în anul 1988.

## Utilizări medicale
Nimodipina este utilizată în prevenirea și tratamentul deficitului neurologic ischemic determinat de vasospasmul cerebral. Acesta apare după hemoragie subarahnoidiană de origine anevrismală. Această utilizare se datorează unei selectivități crescute față de sistemul vascular cerebral. Utilizarea intravenoasă a nimodipinei în tratamentul de rutină este controversată.